# Лучина (Польща)
Лучина (пол. Łuczyna) — село в Польщі, у гміні Доброшиці Олесницького повіту Нижньосілезького воєводства.
Населення — 492 особи (2011).
У 1975-1998 роках село належало до Вроцлавського воєводства.

## Демографія
Демографічна структура станом на 31 березня 2011 року:
|          | Загалом | Допрацездатний вік | Працездатний вік | Постпрацездатний вік |
| -------- | ------- | ------------------ | ---------------- | -------------------- |
| Чоловіки | 243     | 53                 | 176              | 14                   |
| Жінки    | 249     | 51                 | 149              | 49                   |
| Разом    | 492     | 104                | 325              | 63                   |